# ドラゴンクエスト (テーブルトークRPG)
ドラゴンクエスト (DragonQuest) は、米国SPI社が1980年に発行したファンタジー・ロールプレイングゲーム（テーブルトークRPG）である。その後著作権はTSR社（現ウィザーズ・オブ・ザ・コースト）に移っている。デザイナーは、エリック・ゴールドバーグであるが、第2版以降はジェラルド・C・クラッグが中心となって編集・ディベロップしている。

## 概要
『ダンジョンズ&ドラゴンズ』に代表されるような、プレイヤーをある決まったいくつかのクラス（職業）に割り振る形の第1世代ファンタジーRPGの時代にあって、『ドラゴンクエスト』はスキル（技能）を重視し、個別の設定や幅広い選択を認める仕組みを利用した最初のゲームのひとつである。
後に発売された多くのRPGが『ドラゴンクエスト』の影響を受け、その中にはスティーブ・ジャクソンの『ガープス』や『HârnMaster』なども含まれている。
魔法が確かな理論をもって精密に体系化されているところからうかがえるように、背景世界全体の描写よりも、世界の基本となる諸要素の部分を明確にしようという意図のもとに作られている。
ゲームルールはおしなべて平易だが、戦闘だけは飛びぬけて複雑だった。これは、SPIがそれ以前に手がけてきたシミュレーションゲームのようにヘクスマップにコマを置き判定するもので、あまりに本格的だったため「小競り合いを解決するのに一晩かかる」という有様に陥り、辟易したプレイヤーたちが戦闘を避けるようになったと言われる。後にもっと簡単に処理を行える抽象的な新戦闘ルールも発表されたが、今度は簡単すぎて手ごたえを感じられず、結局SPI時代には戦闘ルールの抱える欠点は解消されずじまいだった。
製作中の仮タイトルは『ドラゴンスレイヤー (Dragonslayer)』であったが、改題して出版されている。

## システム
特に断らない限り、システムについての説明はSPI社の改定第2版による。

### キャラクター創造
キャラクターの基本的な能力値は以下の6種類で、これらに対し10面体サイコロを振って決定したポイントを割り振り、種族（人間、エルフ、オーク、シェイプチェンジャー、ジャイアント、ドワーフ、ハーフリングの7種類）・性別などによる修正を加えて決定する。割り振りは自由度が高く、プレイヤーが演じたいキャラクターを作りやすくなっている。
筋力（Phisical Strength）
腕力などの強さ・発揮しうる力をあらわす。
器用度（Manual Dexterity）
手を使って行う細かい作業のうまさをあらわす。
敏捷性（Agility）
体全体の運動力、すばやさをあらわす。
耐久力（Endurance）
傷や病気などに耐える力、回復力をあらわす。
魔力（Magic Aptitude）
魔法的なエネルギー（マナ）を制御する能力をあらわす。
意志力（Willpower）
特に緊迫した状況で、自己を思うとおりに行動させられる能力をあらわす。
その他、副次能力値（疲労度、知覚力、外見など）、出身階級や出生を決定し技能や所持品を選ぶ。選択ルールとしてアスペクト（星の相）を決めることもできる。

### 行為判定
ドラゴンクエストにおける行為判定はパーセンテージロールによる。能力値による判定、魔法、戦闘いずれの行為判定であってもパーセンテージロールの結果と目標値との差によって（特に失敗したときに）結果が変わってくる。そのほかにクリティカルやファンブルのルールがある。

### 戦闘
戦闘が発生すると状況をヘクスマップ上で再現する。
各キャラクターには向きがあり、側面や背後に対する攻撃は正面に対する攻撃より有利になっている。また敵味方のキャラクターの位置関係（隣接しているか、同じヘクスにいるか、離れた場所にいるか）により、行える行動や使える武器が異なってくる。
敵に与えるダメージには、疲労度に対するダメージと耐久力に対するダメージがある。疲労度は時間の経過や休息などにより回復するが、耐久力は魔法や長期間の療養によらなければ回復しないため、耐久力へのダメージのほうが深刻である。ダメージは基本的にまず疲労度に対して与えられるが疲労度が0になると耐久力に対しダメージを受ける。しかしパーセンテージロールの値が達成値の15％以下であるときは直接耐久力へダメージを受け、しかもこの場合鎧は効果がない。またクリティカルヒットの場合、さらに致命的なダメージを受ける。

### 魔法
ドラゴンクエストでは、キャラクターは以下のいずれかのカレッジに所属し魔法（特殊能力、呪文、儀式）を学ぶことになる。カレッジに所属しなければ魔法を使うことができない。
呪付・魅了のカレッジ
一般的な魔法、特に魅了や人やものに対してかける魔法を専門とする
精神魔法のカレッジ
意識を有する存在の持つ精神を操る魔法を専攻する
幻覚のカレッジ
人の知覚を狂わせ実際には無い物の存在を信じさせる魔法を専攻する
真の名前のカレッジ
真の名前についての知識及びカウンタースペルについて専攻する
大気の魔法のカレッジ
空気という元素を操る魔法を専攻する
水の魔法のカレッジ
水という元素を操る魔法を専攻する
火炎の魔法のカレッジ
火という元素を操る魔法を専攻する
大地の魔法のカレッジ
土という元素を操る魔法を専攻する
天空の魔法のカレッジ
影、夜、星などを扱う魔法を専攻する
黒魔法のカレッジ
「闇の力」と契約しその力を操る
死法のカレッジ
生、死、腐敗、腐食に関する処置を専攻する
大いなる召喚のカレッジ
他次元の存在（悪魔）を召喚し操ることを専攻する
各カレッジで教えられる魔法には一般知識と上級知識があり、上級知識を習得するには学習、費用などを必要とする。

### 技能
キャラクターは十分な学習時間、経験値を消費することで技能を取得することができる。基本的に取得できる技能の種類・数には制限が無いため、プレイヤーの望むとおりに技能を取得できる。各技能の熟練度はランクで表されるが、定期的に技能を使わないと下手に（＝ランクが下がる）なっていく。
ドラゴンクエストの技能は、特定の行為についてのうまさをあらわすものではなく『暗殺者』や『吟遊詩人』といった、関連する多くの技術をひとまとめにした技術体系をさす。以下の技能がある。
- 特定言語の会話
- 特定言語の読解
- 特定言語の記述
- 暗殺者
- 癒し手
- 占星術師
- 錬金術師
- 獣使い
- 廷臣
- からくり師
- 商人
- 軍学者
- 水先案内人
- 野伏
- 密偵
- 盗賊
- 吟遊詩人

## 歴史
シミュレーションゲームの出版で当時有名だったSPI社が1980年にドラゴンクエストの初版を発表した。ルールは3分冊で、戦闘地図やユニットも入ったボックス入りあるいはジップロック入りのものであった。この初版ルールは当時大きな反響を起こしH.G.ウェルズ賞の1980年ベストRPG部門を受賞した。ちなみに、初版ルールの戦闘部分のみを取り出して個人戦闘シミュレーションゲームとしたものが、SPI社のファンタジーSFゲーム専門誌Ares第4号の付録ゲーム『Arena of Death』である。またSPI版ドラゴンクエストのルールのなかでも有名な72柱の悪魔召喚関係のアイデアは、SPI社が1979年に発売したウォーゲーム『Demons』の中ですでに見られる。ドラゴンクエストのデザイナーであるゴールドバーグはルール編集としてこの『Demons』に携わっていた。
この初版の戦闘ルールはRPGのルールとしてはかなり複雑なものであったため、戦闘ルールの改正を中心とした第2版が1981年に発売された。第2版はルール及び入門シナリオ『The Camp of Alla-Akabar』が1冊のハードカバーにまとめられ、それ単体であるいはシナリオ『The Blade of Allectus』とセットになったボックスセットとして販売された。
その後、アメリカのバンタムブックスから第2版に多少変更を加えた改定第2版がソフトカバーの体裁で1982年に発売された。これがSPI社の手による最後のルールとなった。
スペースオペラRPG『Universe』と並ぶSPI社のRPG2本柱として当時精力的に関連商品が発売され、Aresでサポートされた。3本のシナリオ（『The Palace of Ontoncle』、『The Blade of Allectus』、『Enchanted Wood』）、マスタースクリーン、アドベンチャーマップ（『Frontiers of Alusia』）などが発売され、魔法追加ルール『Arcane Wisdom』、スティーブ・ジャクソンによる128ページにわたるワールドデザインのための資料『DQ World Generation』(1982年夏発売予定)などが発売される直前に発売元のSPI社が倒産してしまった。
SPI社の倒産後、その権利を取得したTSR社から1989年に第3版が発売されたが、黒魔術や悪魔の召喚といった第2版までの魔法ルールの中でももっとも特徴的だった部分をすべて別の魔法に置き換え、全体的に細かい修正を加えたものであった。TSR社は、同社発行のRPG専門誌『Dragon』で貧弱なサポート記事を何号か掲載し、またアドバンスト・ダンジョンズ&ドラゴンズとの共用シナリオ『The Shattered Statue』も発表したが、その後放置されてしまった。
2009年現在、ドラゴンクエストの版権を持っているのはウィザーズ・オブ・ザ・コースト社であるが、新たにドラゴンクエストを発売する予定が無いため、熱心なファンがSPI社の第2版を基にしたオープンソースの新たなルールを発表している。

## 日本との関係
日本において『ドラゴンクエスト』といえば、1986年にエニックス（現：スクウェア・エニックス）から発売され、『ドラクエ』の名で親しまれるコンピュータRPGのことを指すが、本作とは名前が同じであるだけで全く関係のない別作品である。だが名称が同じであるため、日米間で商標上の問題が発生している。
テーブルトークRPG『ドラゴンクエスト』は、第一次TRPGブーム期に日本語版がもっとも望まれたテーブルトークRPGのひとつであったが、2008年現在まで公式な日本語翻訳・出版は行われていない。一時新和（ダンジョンズ&ドラゴンズの日本代理店でもある）が日本語版の翻訳を企画したが、エニックス側がすでに国内でメジャータイトルであった「ドラゴンクエスト」の名称の使用を認めず、TSR社との交渉がまとまらずに企画を断念したという経緯がある。
逆にエニックスがドラゴンクエストシリーズを米国に展開するにあたり、Dragon Warrior と改称して発売していたが、これは上述した商標トラブルに対する報復措置であったとされる。なお、2003年にスクウェア・エニックスが米国でも Dragon Quest（本作との差異は、nとQで一文字分スペースが空いている事）の商標を取得しており、『ドラゴンクエストVIII 空と海と大地と呪われし姫君』以降の作品は Dragon Quest としている。